# Hôtel de Ganay (Autun)
Pour les articles homonymes, voir Hôtel de Ganay.
L'Hôtel de Ganay, est un hôtel situé rue de l'Arquebuse à Autun en France, construit au XVIIe siècle et détruit au cours du XXe siècle.
Son portail, seul vestige, est inscrit comme monument historique par un arrêté du 7 février 1972. Son emplacement est occupé par parking.